# Маргис, Торстен
То́рстен Ма́ргис (нем. Thorsten Margis, 14 августа 1989, Бад-Хоннеф, Северный Рейн-Вестфалия) — немецкий бобслеист-разгоняющий, выступающий за сборную Германии с 2011 года, 4-кратный олимпийский чемпион, 10-кратный чемпион мира.

## Спортивная карьера
В бобслей пришёл в 2011 году из лёгкой атлетики. В сезоне 2012/2013 стал чемпионом мира среди юниоров в экипаже-четвёрке Франческо Фридриха.
Принимал участие в Олимпийских играх 2014 в Сочи, где в составе экипажа Франческо Фридриха в четвёрках занял 10-е место (позднее из-за дисквалификаций российских экипажей поднялся на 8-е место).
На чемпионате мира 2015 года Торстен Маргис стал чемпионом мира в двойках с Франческо Фридрихом.
На Олимпийских играх 2018 и 2022 годов выигрывал золото и в двойках, и в четвёрках в экипаже Франческо Фридриха.

### Выступления на Олимпийских играх
| Олимпийские игры | Возраст | Команда  | Пилот             | Двойки | Четвёрки |
| ---------------- | ------- | -------- | ----------------- | ------ | -------- |
| 2014 Сочи        | 24      | Германия | Франческо Фридрих | —      | 8        |
| 2018 Пхёнчхан    | 28      | Германия | Франческо Фридрих | 1      | 1        |
| 2022 Пекин       | 32      | Германия | Франческо Фридрих | 1      | 1        |